# Onda ögat

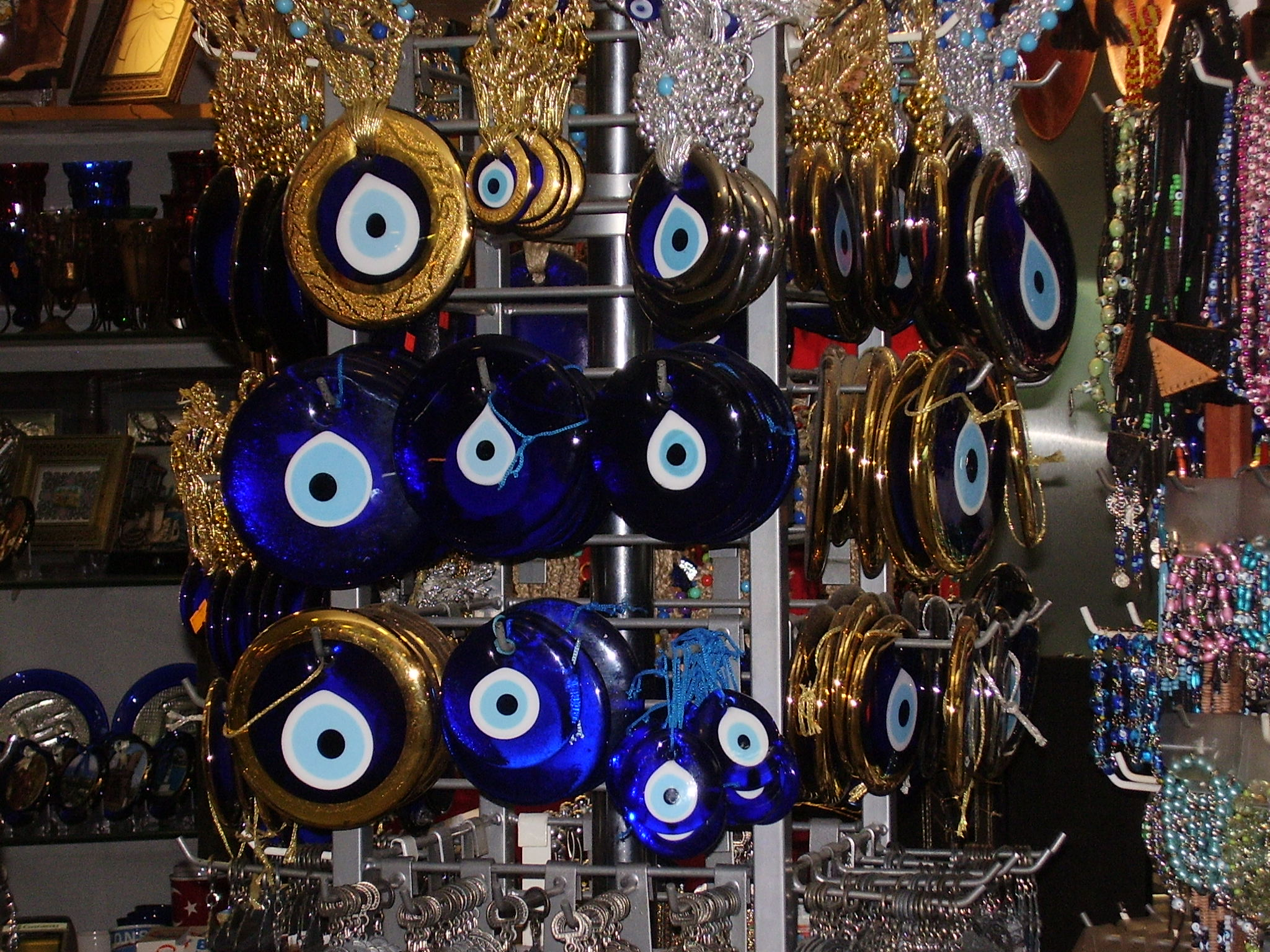
Nazarer är amuletter som sägs skydda mot onda ögat.

Det onda ögat är enligt folklig föreställning den kraft som vissa människor har att med blicken skada eller förhäxa människor, djur och föremål. Det onda ögat omtalas i Gamla testamentet och i Koranen. Hos de antika folken var detta slags vidskepelse vanligt och finns ännu kvar i Asien och stora delar av Europa, särskilt i Medelhavsländerna. I det antika Grekland kallades denna kraft baskania, i antika Rom fascinatio. I dagens Neapel kallades den jettatura.
Mot "det onda ögats" demoniska inverkan söker man skydda sig genom åtskilliga medel, vanligast amuletter med avbildningar av djurhorn och genitalia, vilka även symboliseras i avvärjande gester med vänstra handen, genom att sträcka ut pek- och lillfingret eller sticka ut tummen mellan pek- och långfingret. Även skrivna trollformler skyddar.
Inom germansk kultur förekommer inte tron på onda ögat, i stället finns en avvikande föreställning om att vissa socialt ej tolererade individer (trollkunniga, lösaktiga kvinnor, romer eller liknande) genom att titta på föremål kan förta dess kraft, på svenska ofta kallat "hågsning". Dessa grupper var farligast främst för havande kvinnor, nyfödda barn, mjölkkor, brygd, bak med mera.
De hedniska nordborna fruktade varje död mans blick. Om jätten Hymer berättas att en takstolpe brast för hans blick och om guden Oden sägs att hans blick hejdar det flygande spjutet. Även vissa djur anses ha förhäxande och farliga ögon, till exempel ormen.
Onda ögat är en allmänmänsklig fördom som tagit sig många uttryck även i svensk folktro. Det är ofta fråga om ett avståndstagande eller en rädsla för människor som i något avseende, ofta det yttre, avviker från det ”normala” – just stämpeln att ha ont öga sattes gärna på den som till exempel hade en ”motbjudande” ögonsjukdom, medan ”ond fot” eller ”ond hand” kunde bero på ett lyte i någon extremitet. Den som hade ”ont öga” var särskilt farlig för kreaturens hälsa, kunde få vävar att trassla till sig eller ölbrygden att misslyckas.